# Scott Tingle
Scott David Tingle (Attleboro, 19 juli 1965) is een Amerikaans ruimtevaarder. Hij werd in 2009 door NASA geselecteerd om te trainen als astronaut en ging in 2017 voor het eerst de ruimte in. 
Tingle maakt deel uit van NASA Astronautengroep 20. Deze groep van 14 astronauten begon hun training in augustus 2009 en werden op 4 november 2011 astronaut.
Zijn eerste ruimtevlucht Sojoez MS-07 vond plaats in december 2017. Hij verbleef 6 maanden aan boord van het Internationaal ruimtestation ISS voor ISS-Expeditie 54 en ISS-Expeditie 55. Hij was tevens het back up bemanningslid voor Mark Vande Hei  die in september 2017 deelnam aan Sojoez MS-06.
Op 9 december 2020 werd Tingle samen met zeventien anderen opgenomen in de eerste groep astronauten voor het Artemisprogramma. In 2022 werd hij als gezagvoerder aangeduid voor een geplande toekomstige Starliner-1 vlucht om naar het ISS vliegen voor een verblijf van een half jaar.